# Barra (Nápoles)
Barra es un barrio de la ciudad de Nápoles, en Italia. Forma parte de la Municipalità 6 junto a San Giovanni a Teduccio y Ponticelli.
Situado en la zona este de la ciudad, limita con los siguientes barrios: al norte con Ponticelli, al sur con San Giovanni a Teduccio, al oeste con Zona Industriale y Poggioreale. Además, limita al norte con el municipio de Cercola y al este con el de San Giorgio a Cremano.
Tiene una superficie de 7,82 km² y una población de 36.642 habitantes.

## Historia

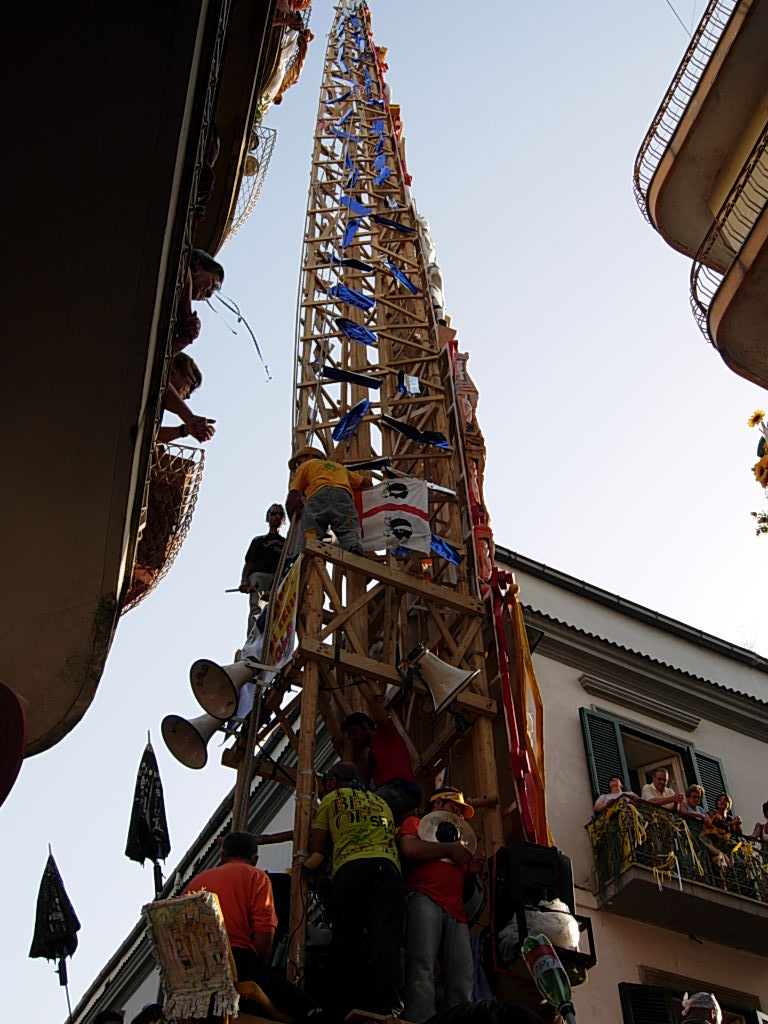
Fiesta de los Gigli en Barra.

Barra tiene orígenes muy antiguos: en su territorio, muy fértil debido a la proximidad del río Sebeto, en la época romana se encontraban villas rústicas. Después de la caída del Imperio romano de Occidente, el territorio cayó en un estado de abandono y se convirtió en una área pantanosa. Sin embargo, en la Edad Media los campesinos locales secaron y drenaron los pantanos: la zona se llamó Tresano (nombre que podría significar "tres veces salubre" o derivar del galicismo "muy sano"). Ya antes del año 1000 nacieron dos núcleos habitados: Sirinum y Casavaleria; posteriormente, estos se convirtieron en casali.
En 1275, gran parte del territorio de Tresano fue donado por el rey Carlos de Anjou a la familia Coczi y este casale pasó a llamarse Barra de Coczi por la presencia de numerosas torres. En 1494, Barra de Coczi y Sirinum se unieron; en 1642, se incorporó también el territorio de Casavaleria (la zona actualmente llamada "Santa Maria del Pozzo"), mientras los campesinos barresi ganaron otras tierras pantanosas hacia el norte.
Durante el virreinato español, Barra pagó la suma necesaria para seguir siendo un casale del Reino y escapar a la sumisión feudal. Entre los siglos XVII y XVIII, fueron construidas numerosos palacios nobiliarios, once de los cuales forman parte de las villas vesubianas del Miglio d'oro.
Al año 1822 se remonta la fiesta de los Gigli, procesión de grandes obeliscos de madera llevados sobre los hombros por parte de grupos de fieles, importada de Nola para celebrar el día de la patrona de Barra, Santa Ana.
Barra fue un municipio autónomo, hasta que fue incorporado a la ciudad de Nápoles en 1926. Desde finales de los años 1940, el barrio fue interesado por la construcción de viviendas públicas y obreras, y desde finales de los años 1950 también residenciales.

## Monumentos y sitios de interés

### Edificios religiosos
Las templos católicos principales son la iglesia de la Annunziata (también conocida como Ave Gratia Plena o Sant'Anna, 1610) y Santa Maria della Sanità (o San Domenico).

### Villas delMiglio d'oro
- Villa Amalia (vía Giovan Battista Vela n. 273)
- Villa Bisignano o Villa Roomer (Corso Sirena n. 67)
- Villa Filomena (Corso Sirena n. 55)
- Villa Giulia o De Gregorio (via Principe di San Nicandro n. 68)
- Villa Nasti, ahora Letizia (via Giovan Battista Vela n. 110)
- Villa Pignatelli di Monteleone (Corso Sirena n. 7)
- Villa Salvetti (via Luigi Martucci n. 55)
- Villa Sant'Anna (via Luigi Volpicella n. 310)
- Villa Spinelli di Scalea (Corso Sirena n. 165)
- Dependencia de la Villa Spinelli di Scalea (via Giovan Battista Vela n. 23)

## Transporte
En Barra se encuentra el cinturón vial que conecta la Tangenziale di Napoli (Autopista A56) con la Autopista A3. Los ejes principales son: Corso Sirena, Viale della Villa Romana, Via delle Repubbliche marinare, Corso Bruno Buozzi, Via Luigi Volpicella, Via Bartolo Longo, Via Argine, Corso IV Novembre.
El barrio es servido por la estación Napoli San Giovanni-Barra de Trenitalia (línea férrea Nápoles-Salerno), ubicada en el vecino barrio de San Giovanni a Teduccio. La estación Barra del Ente Autónomo Volturno es servida por las líneas férreas Nápoles-Sorrento, Nápoles-Sarno y Nápoles-Poggiomarino; la estación Santa Maria del Pozzo, del mismo operador, por las líneas Nápoles-Sorrento y Nápoles-Poggiomarino; la estación Bartolo Longo, por la línea Nápoles-San Giorgio a Cremano.
También dan servicio las líneas de autobús de ANM.